# Вила-Кова-да-Лиша
Вила-Кова-да-Лиша (порт. Vila Cova da Lixa)  —  населённый пункт и район в Португалии,  входит в округ Порту. Является составной частью муниципалитета  Фелгейраш. По старому административному делению входил в провинцию Дору-Литорал. Входит в экономико-статистический  субрегион Тамега, который входит в Северный регион. Население составляет 3150 человек на 2001 год. Занимает площадь 4,60 км².